# Dreifaltigkeitskirche (Schleswig)

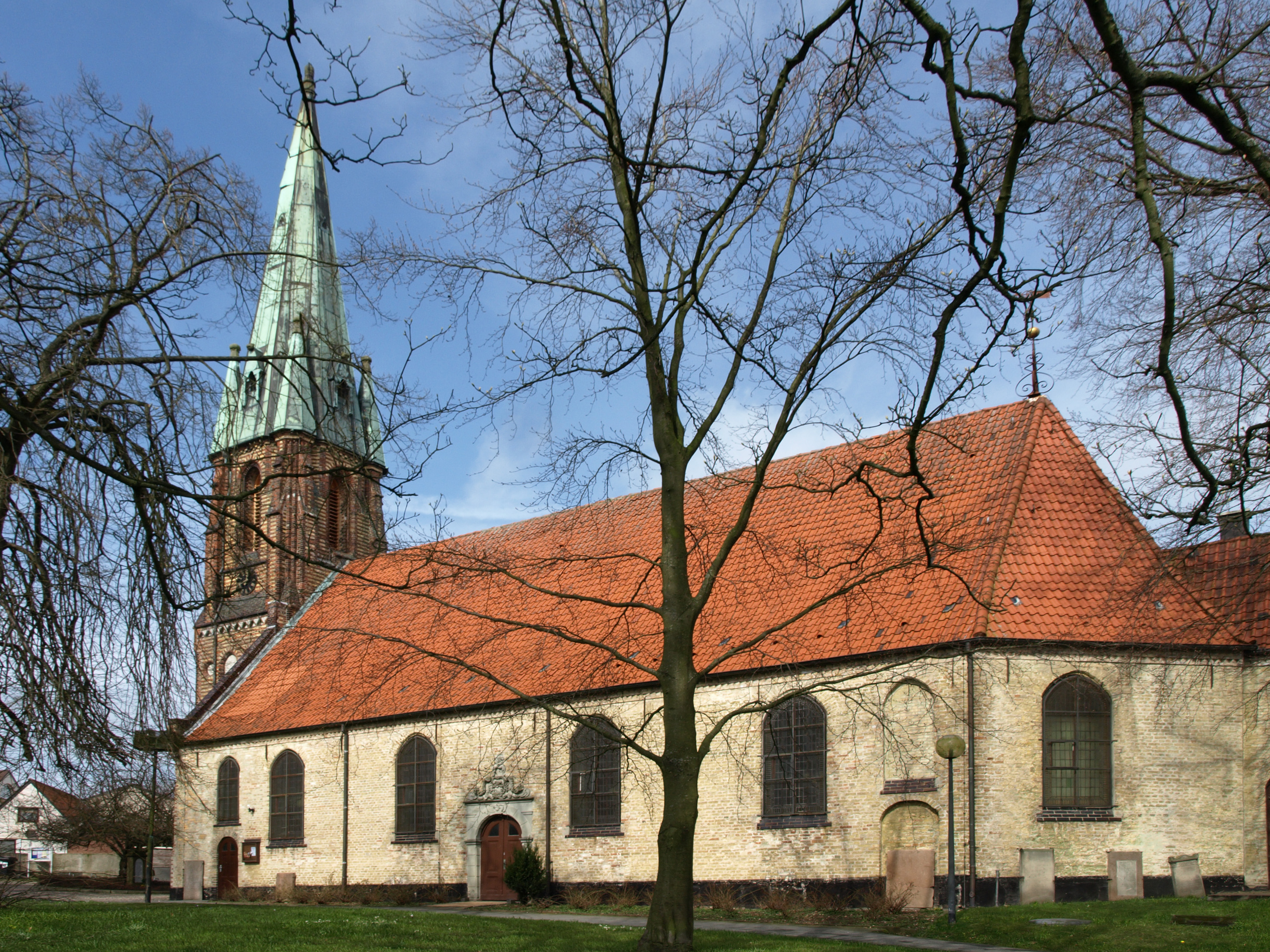
Schleswig-Friedrichsberg, Dreifaltigkeitskirche

Die Dreifaltigkeitskirche ist die evangelisch-lutherische Kirche des Schleswiger Stadtteils Friedrichsberg. Sie gehört zur Kirchengemeinde Schleswig im Kirchenkreis Schleswig-Flensburg innerhalb der evangelisch-lutherischen Kirche in Norddeutschland.

## Geschichte und Bauwerk
Ende des 16. Jahrhunderts entwickelte sich durch die Ansiedlung von Bedienten und Höflingen des Schlosses Gottorf die Ortschaft, die seit Mitte des 17. Jahrhunderts nach Herzog Friedrich III. Friedrichsberg heißt. Kirchlich gehörten die Bewohner anfangs zur Pfarrei Haddeby.
Ermöglicht durch eine Stiftung der vermögenden Witwe Elisabeth Beling, eine allgemeine Landeskollekte und Spenden des Herzogs Friedrich III. und seines Sohnes Christian Albrecht wurde 1650–1651 die Friedrichsberger Pfarrkirche gebaut. Der Entwurf stammte von Adam Olearius.
Ursprünglich war die Kirche ein turmloser, flach gedeckter Backstein-Saalbau mit polygonalem Ostabschluss, dessen einzigen Architekturschmuck ein Barockportal an der Südseite bildete. Der rechteckige Portalrahmen zeigt einen Knorpelaufsatz mit dem Stifterwappen, der Jahreszahl 1650 und einer Sanduhr an der Spitze. Unter dem Aufsatz ist folgender Text zu lesen:
GOTT ZU EHREN UND DEM SEEL. OSWALD

BELING HAUBTMAN ZUM GEDECHTNIS LIES

DIESE KIRCHE BAUEN DESSEN .F. MUTTER

ELISABETH BELINGS
Die Einweihung der ursprünglichen Kirche nahm am 11. Mai 1651 der Generalsuperintendent Johann Reinboth vor.
1826 wurde ein erster Glockenturm angebaut. Auf einem gemauerten Unterbau stand ein hölzerner Aufbau, den 1872 der heutige repräsentative neugotische Westturm ersetzte. Der Helm wurde erst später mit Kupfer ummantelt. 1901 erfolgte eine neoklassizistische Umgestaltung des Innenraums, wobei ein Tonnengewölbe eingezogen wurde.

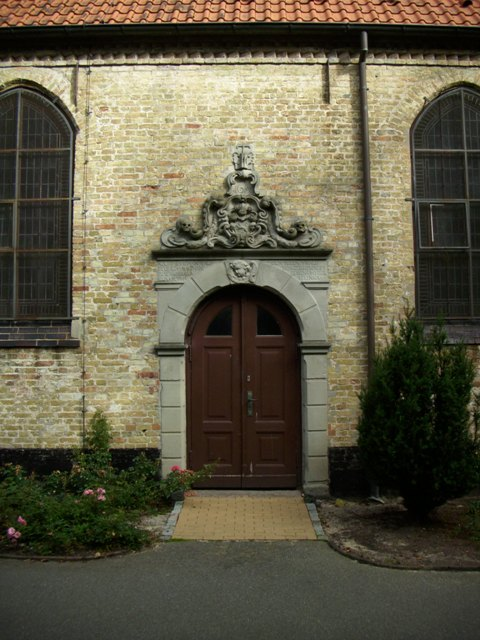
Barockportal an der Südseite
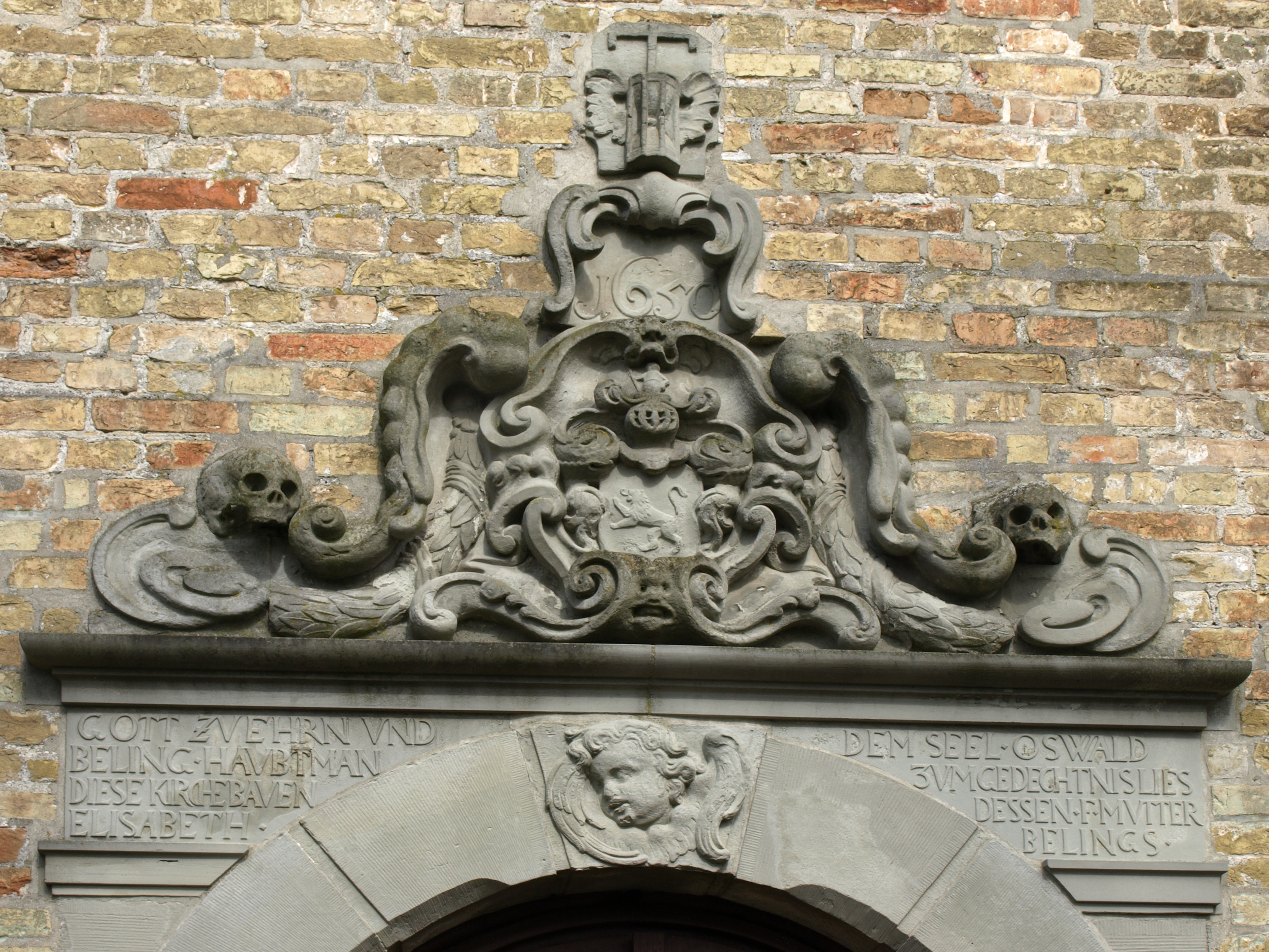
Aufsatz mit Stifterwappen, Sanduhr und Inschrift (s. o.)
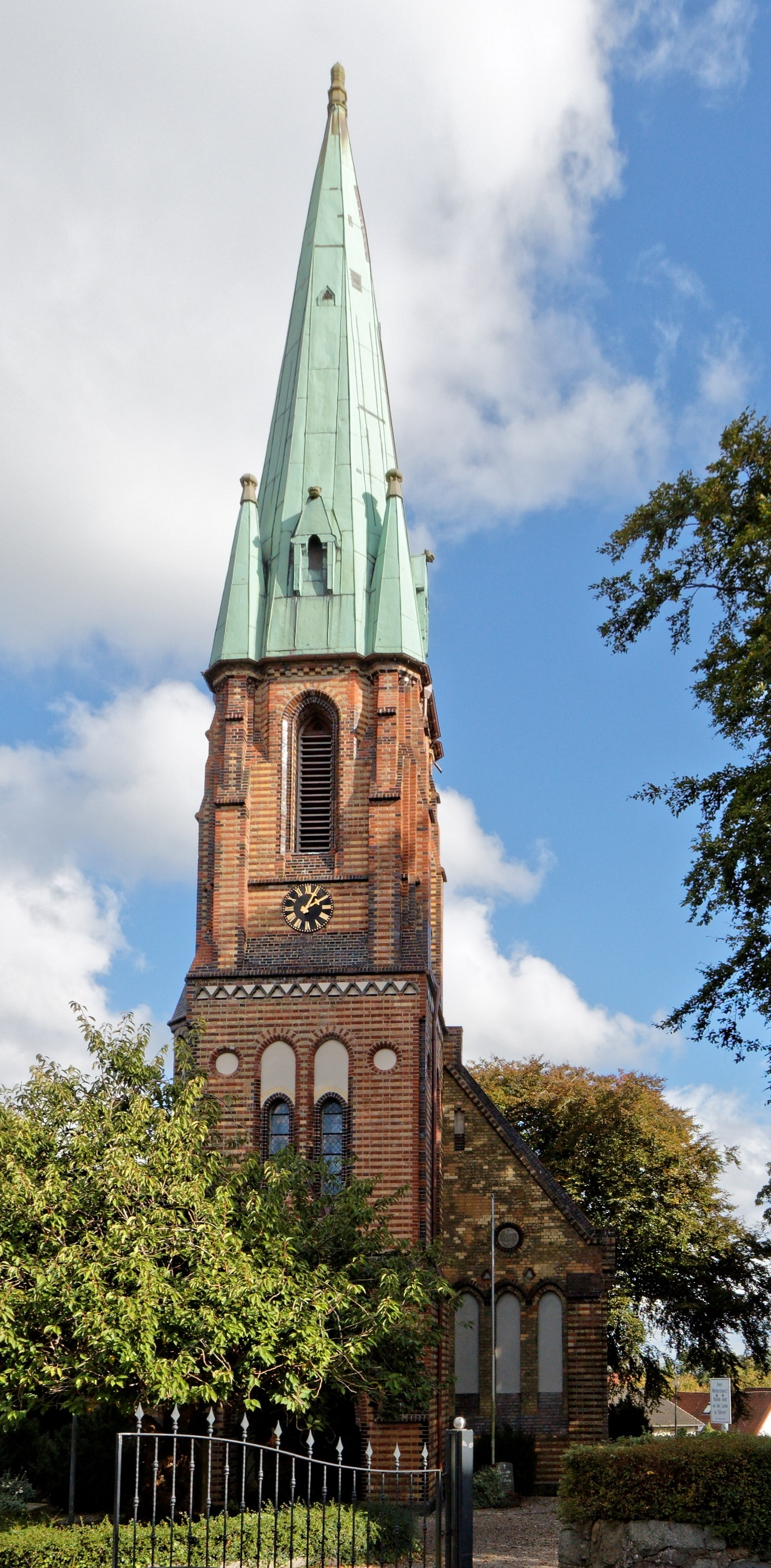
Neugotischer Turm von 1872

## Ausstattung
Der Großteil der Ausstattung wurde kurz nach Fertigstellung der Kirche geschaffen – so etwa der von zwei Putten getragene Taufstein aus Sandstein, der ein signiertes Werk des aus Delft gebürtigen, für den Gottorfer Hof tätigen Bildhauers Cornelius van Mander, eines Enkels des Künstlers Karel van Manders I, ist und auch von diesem und seiner Ehefrau Cornelie 1651 gestiftet wurde, wie auf der Stifterinschrift auf der Kuppa vermerkt ist.
Die Kanzel ist eine barocke Arbeit von 1650. Sie ist nicht aus Teilen einer älteren Kanzel zusammengesetzt, wie mehrfach zu lesen war, sondern kopiert den Aufbau älterer Renaissancekanzeln, wie sie Heinrich Ringerink und Hans Peper einige Jahrzehnte zuvor in Schleswig-Holstein schufen. Fünf Bilder mit hochdeutschen Inschriften zeigen Szenen aus dem Leben Jesu. Der Schalldeckel der Kanzel ist achteckig. Der Fuß der Kanzel und die Treppe stammen aus dem 20. Jahrhundert.

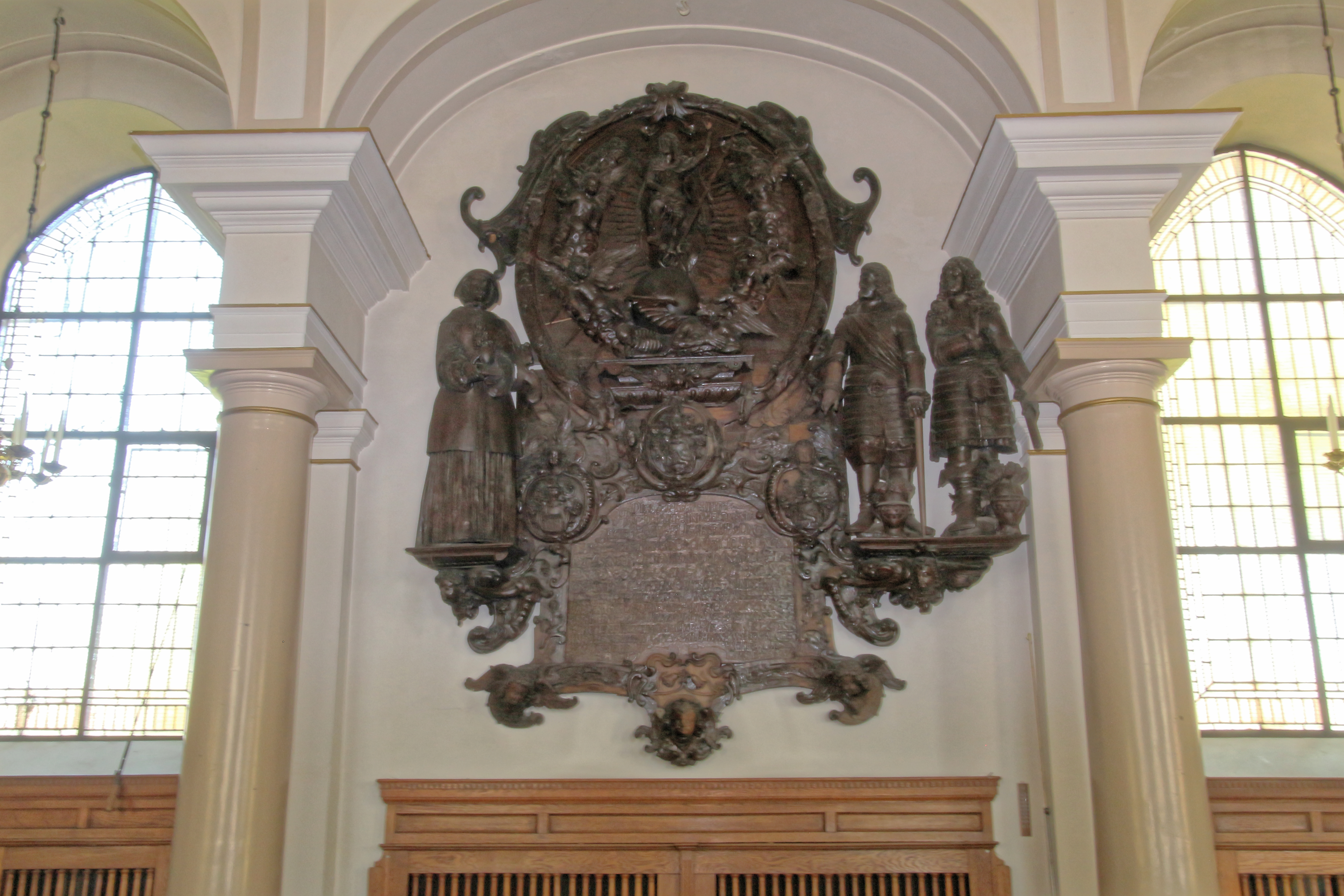
Epitaph Beling

Das von Elisabeth Beling in Auftrag gegebene Epitaph für ihren Mann Bonifacius und ihren Sohn Oswald Beling ist nicht nur für deren außergewöhnliche Stifterleistung und die Entstehungsgeschichte dieses Kirchenbaus von Bedeutung, sondern auch von der Formgebung her ein außergewöhnliches Werk der Eckernförder Bildschnitzerschule im typischen Knorpelstil der Zeit; es ist möglicherweise ein Spätwerk des Bildschnitzers Hans Gudewerth des Jüngeren und entstand 1668. Das Mittelbild zeigt Christus als Sieger über Tod und Teufel in einer Puttenmandorla. Die Texttafel darunter verweist auf die Stiftung des Kirchbaus und des Inventars durch Elisabeth Beling. Ihre freistehende Figur mit etwa halber Lebensgröße steht links davon, Mann und Sohn rechts.
Der spätbarocke Altaraufsatz stammt aus dem Jahr 1718. Er ist, wie auf den Säulenbasen aufgeschrieben, eine Stiftung des ersten Bürgermeisters der kombinierten Stadt Schleswig-Friedrichsberg Hans Beeck und ersetzte einen älteren Altar. Die Anschwünge, in denen Beecks Bild und Wappen seitlich des Altars angebracht waren, befinden sich heute an der Orgel. 1910 wurde die ursprünglich im Mittelpunkt des Altars stehende freiplastische Figurengruppe, die die Geißelung Jesu darstellt und heute in einer Ecke der Kirche steht, durch eine Kreuzgruppe ersetzt. Im Predellasockel ist eine grobgeschnitzte Abendmahlsdarstellung zu sehen.

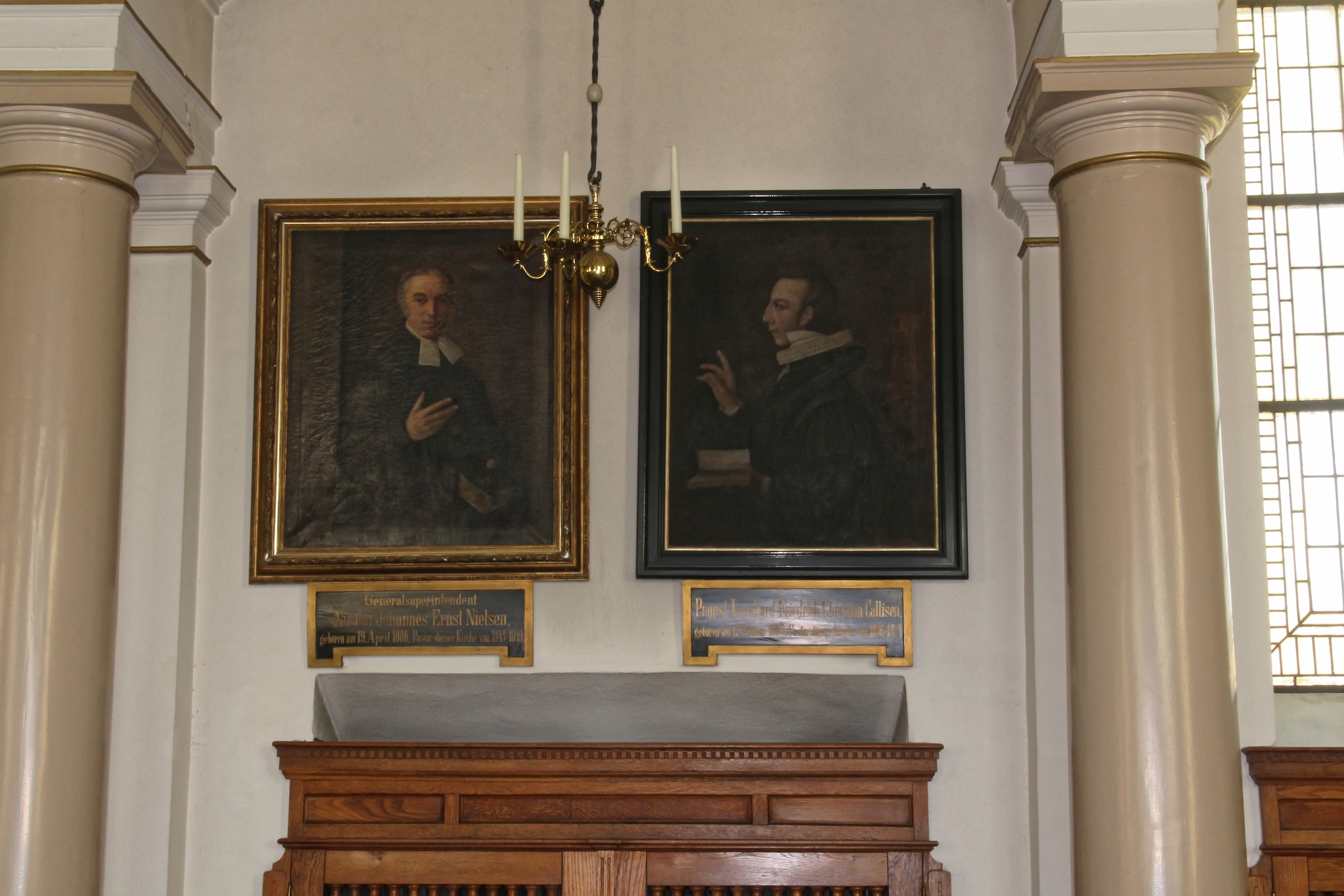
Bilder des Generalsuperintendenten Nicolaus Nielsen und des Propstes L. Fr. Chr. Callisen

Die Kirche verfügt über mehrere Pastorenbilder des 19. Jahrhunderts. Diese Gemälde zeigen die Pröpste der Propstei Hütten, die in der Dreifaltigkeitskirche ihre Predigtstätte hatten, darunter die Generalsuperintendenten für das Herzogtum Schleswig Christian Friedrich Callisen und Nicolaus Nielsen sowie Johannes Heinrich Ziese.
Das zur Erstausstattung gehörige Kruzifix, eine Arbeit des Bildschnitzers Claus Heimen aus dem Jahr 1656, das ursprünglich einen nicht mehr vorhandenen Lettner schmückte, befindet sich mittlerweile in der Friedhofskapelle.

## Orgel

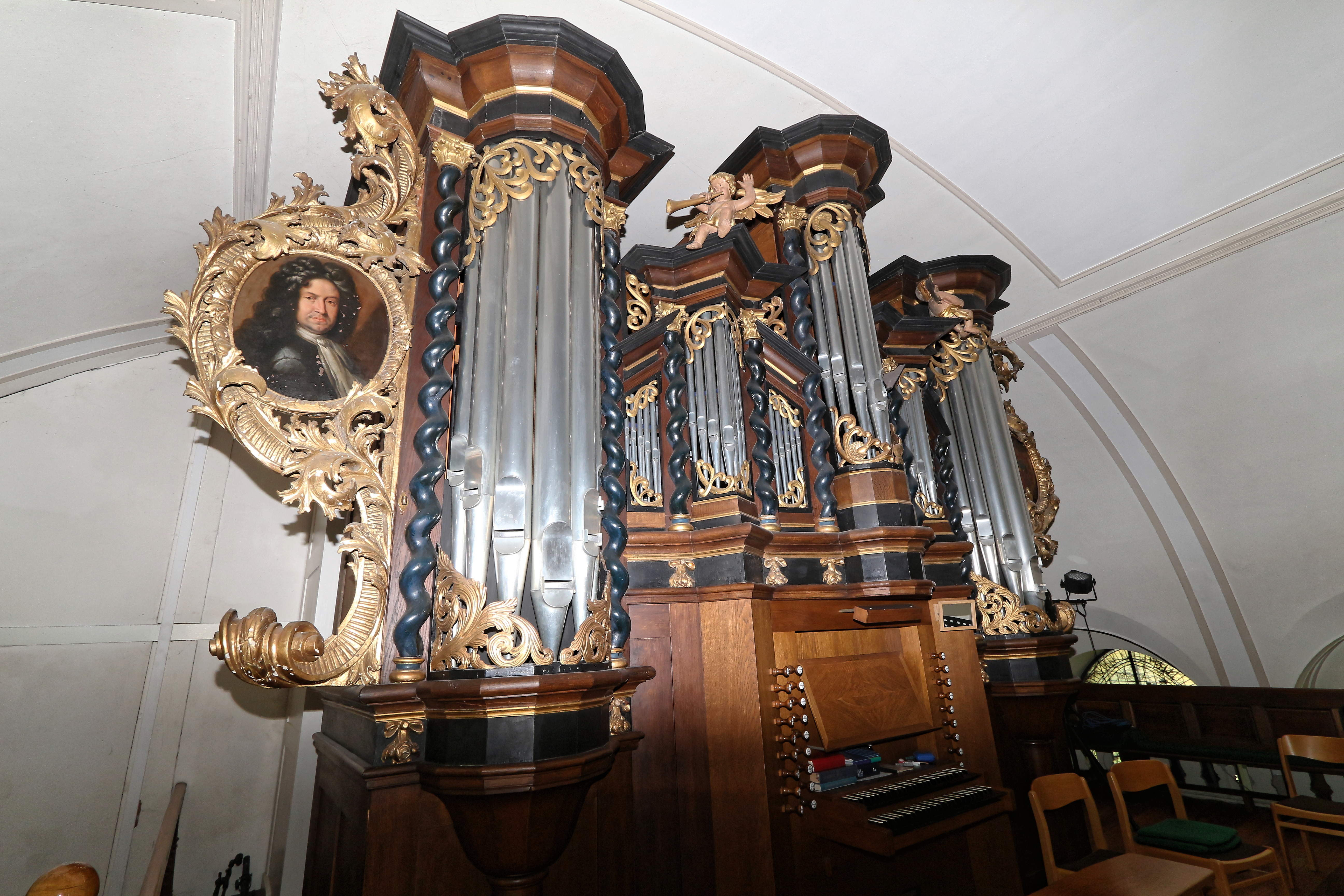
Prospekt der Karl-Schuke-Orgel von 1980 in Schleswig, Dreifaltigkeitskirche

Der Prospekt der Orgel wurde 1687/88 von Ahasver Schütze erschaffen, das dazugehörige Werk 1903 durch einen Neubau von Marcussen & Søn und 1980 durch das gegenwärtige Instrument von Karl Schuke ersetzt. Letzteres verfügt – bei mechanischer Spiel- und Registertraktur – auf zwei Manualen und Pedal über 26 Register, davon 4 Transmissionen.
| I Hauptwerk C–g3 |                         |       |
| 1.               | Pommer                  | 16′   |
| 2.               | Prinzipal (im Prospekt) | 8′    |
| 3.               | Rohrflöte               | 8′    |
| 4.               | Oktave                  | 4′    |
| 5.               | Nachthorngedackt        | 4′    |
| 6.               | Quinte                  | 2 ⁄3′ |
| 7.               | Oktave                  | 2′    |
| 8.               | Mixtur IV–V             |       |
| 9.               | Trompete                | 8′    |

| II Schwellwerk C–g3 |                |    |
| 10.                 | Gedackt        | 8′ |
| 11.                 | Gambe          | 8′ |
| 12.                 | Prinzipal      | 4′ |
| 13.                 | Flûte douce    | 4′ |
| 14.                 | Waldflöte      | 2′ |
| 15.                 | Sesquialter II |    |
| 16.                 | Scharff III    |    |
| 17.                 | Dulcian        | 8′ |
|                     | Tremulant      |    |

| Pedal C–f1 |                                        |     |
| 18.        | Subbaß                                 | 16′ |
| 19.        | Pommer (= Transm. von Nr. 1)           | 16′ |
| 20.        | Prinzipal (= Transm. von Nr. 2)        | 8′  |
| 21.        | Gedacktbaß                             | 8′  |
| 22.        | Oktave                                 | 4′  |
| 23.        | Nachthorngedackt (= Transm. von Nr. 5) | 4′  |
| 24.        | Mixtur IV                              |     |
| 25.        | Posaune                                | 16′ |
| 26.        | Trompete (= Transm. von Nr. 9)         | 8′  |

- Koppeln:
  - Normalkoppeln: II/I, I/P, II/P

## Kirchhof

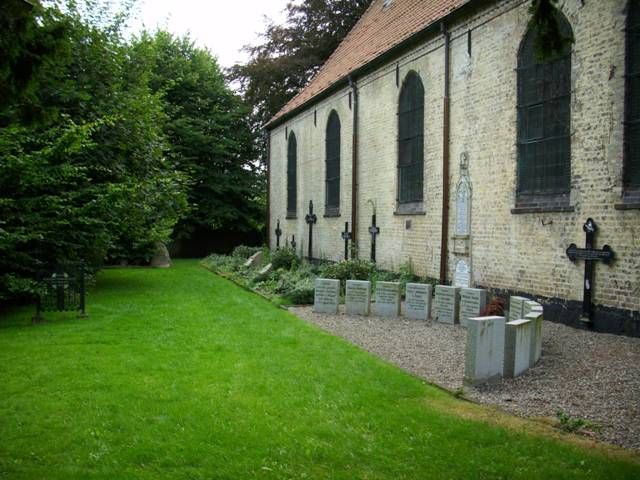
Nordseite, dänische Soldatengräber

Auf dem Kirchhof erinnern die denkmalgeschützten alten Gräber an Namen des 19. Jahrhunderts. Neben Angehörigen des schleswig-holsteinischen Adels wie den von Hedemann oder Bernstorff finden sich hier dänische Soldatengräber der Jahre der Schleswig-Holsteinischen Erhebung.